# Купесто-дъждовни облаци
Купесто-дъждовните облаци (Cumulonimbus) са гъсти облаци с вертикално развитие, които се образуват от водна пара, носена нагоре от мощни въздушни течения. Тези облаци могат да се образуват самостоятелно, на купове или по дължината на шквални линии. Купесто-дъждовните облаци са способни да пораждат мълнии и други опасни метеорологични условия, като например смерчове. Купесто-дъждовните облаци могат да се развият допълнително и да образуват суперклетка.

## Образуване
Високите купесто-дъждовни облаци обикновено са придружавани от по-малки купести облаци. Основата на купесто-дъждовния облак може да има диаметър от няколко километра и да заема ниска до средна височина, образувайки се на надморска височина от 200 до 4000 m. Върхът обикновено достига 12 000 m височина, като в редки случаи може да достигне до 21 000 m или повече. Развитите купесто-дъждовни облаци се характеризират с плосък връх, имащ формата на наковалня, който се образува вследствие на температурна инверсия близо до тропопаузата или от вятър. Формата на наковалнята може да предхожда основния вертикален компонент на основния облак в продължение на километри. Понякога издигащите се въздушни части преминават нивото на равновесие (поради скоростта си) и създават стърчащ връх над наковалнята. Този тип вертикални облаци обикновено покриват всичките три облачни диапазона. Дори и най-малките купесто-дъждовни облаци могат да накарат съседните облаци да изглеждат малки.
По принцип купесто-дъждовните облаци се нуждаят от влага, нестабилна въздушна маса и повдигаща сила (топлина), за да се образуват. Обикновено облаците преминават през три етапа: етап на развиване, етап на зрялост и етап на разпад. Типичната гръмотевична буря има диаметър от 24 km. В зависимост от условията в атмосферата, тези три етапа преминават за средно 30 минути.

## Видове
- Cumulonimbus calvus - облаци с пухкав връх;
  - Cumulonimbus calvus arcus - ниска, хоризонтална формация на облаците, свързана с предния ръб на гръмотевична буря;
- Cumulonimbus capillatus - области с перест връх с влакнести краища;[5]
  - Cumulonimbus capillatus arcus;
  - Cumulonimbus incus - с наковалня;
  - Cumulonimbus humilis - плоски, с купестообразна форма, влакнеста структура и носещи проливни дъждове.

## Влияние
Купесто-дъждовните облаци могат да доведат до проливни дъждове и внезапни наводнения, както и вертикални ветрове. Повечето бури замират след около 20 минути, тъй като валежите предизвикват по-силно движение надолу, отколкото нагоре на въздушните маси. Обаче, ако има достатъчно слънчева енергия в атмосферата (например в горещ летен ден), влагата от една буря може да се изпари бързо, което да доведе до образуването на нова купесто-дъждовна облачност само на няколко километра от първата. Това може да накара някои гръмотевични бури да продължат до няколко часа. Купесто-дъждовните облаци могат да предизвикват и опасни виелици, които да донесат голямо количество сняг. Все пак, купесто-дъждовните облаци са най-често срещани в тропическите региони.
- Cumulonimbus calvus.
- Cumulonimbus capillatus.
- Купесто-дъждовен облак над Африка.
- Периферията на мощна гръмотевична буря.